# Liga Nacional de Guatemala 1989-90
La Liga Nacional de Guatemala 1989/90 es el trigésimo octavo torneo de Liga de fútbol de Guatemala. El campeón del torneo fue el Municipal, consiguiendo su decimotercer título de liga.

## Formato
El formato del torneo era de todos contra todos a dos vueltas, donde los primeros seis lugares clasificaban a una hexagonal por el título, el campeón se definía entre el campeón de la fase regular y el campeón de la cuadrangular, mediante partido final en cancha neutral.  El último lugar de la fase de clasificación descendería a la categoría inmediata inferior.
Por ganar el partido se otorgaban 2 puntos, si era empate era un punto, por perder el partido no se otorgaban puntos.

## Equipos participantes
| Club                    | Ciudad              | Departamento   | Estadio                            |
| ----------------------- | ------------------- | -------------- | ---------------------------------- |
| Aurora                  | Ciudad de Guatemala | Guatemala      | Estadio del Ejército               |
| Comunicaciones          | Ciudad de Guatemala | Guatemala      | Estadio Mateo Flores               |
| Deportivo Chiquimulilla | Chiquimulilla       | Santa Rosa     | Estadio Los Conacastes             |
| Del Monte               | Morales             | Izabal         | Estadio Del Monte                  |
| Galcasa                 | Villa Nueva         | Guatemala      | Estadio Galcasa de Villa Nueva     |
| Izabal JC               | Puerto Barrios      | Izabal         | Estadio Roy Fearon                 |
| Deportivo Jalapa        | Jalapa              | Jalapa         | Estadio Edilberto Bonilla          |
| Juventud Retalteca      | Retalhuleu          | Retalhuleu     | Estadio Óscar Monterroso Izaguirre |
| Municipal               | Ciudad de Guatemala | Guatemala      | Estadio Mateo Flores               |
| Suchitepéquez           | Mazatenango         | Suchitepéquez  | Estadio Carlos Salazar Hijo        |
| Tipografía Nacional     | Ciudad de Guatemala | Guatemala      | Estadio Mateo Flores               |
| Xelajú MC               | Quetzaltenango      | Quetzaltenango | Estadio Mario Camposeco            |

### Equipos por Departamento
| Departamento                                      | N.º | Equipos                                                          |
| ------------------------------------------------- | --- | ---------------------------------------------------------------- |
| Guatemala                                         | 5   | Aurora, Comunicaciones, Galcasa, Municipal, Tipografía Nacional. |
| Izabal                                            | 2   | Del Monte, Izabal JC.                                            |
| Jalapa                                            | 1   | Deportivo Jalapa                                                 |
| Quetzaltenango                                    | 1   | Xelajú MC.                                                       |
| Archivo:Coat of arms of Retalhuleu.gif Retalhuleu | 1   | Juventud Retalteca                                               |
| Santa Rosa                                        | 1   | Deportivo Chiquimulilla                                          |
| Suchitepéquez                                     | 1   | Suchitepéquez                                                    |

## Fase de clasificación
|  | Pos. | Equipos             | PJ | PG | PE | PP | GF | GC | Dif. | PTS | Clasificación                              |
|  | ---- | ------------------- | -- | -- | -- | -- | -- | -- | ---- | --- | ------------------------------------------ |
|  | 1º   | Municipal           | 33 | 17 | 9  | 7  | 56 | 32 | +24  | 43  | Final del campeonato - Hexagonal final     |
|  | 2º   | Galcasa             | 33 | 15 | 7  | 11 | 39 | 34 | +5   | 37  | Hexagonal final                            |
|  | 3º   | Del Monte           | 33 | 11 | 15 | 7  | 38 | 35 | +3   | 37  | Hexagonal final                            |
|  | 4º   | Suchitepéquez       | 33 | 12 | 11 | 10 | 41 | 31 | +10  | 35  | Hexagonal final                            |
|  | 5º   | Comunicaciones      | 33 | 10 | 15 | 8  | 38 | 34 | +4   | 35  | Hexagonal final                            |
|  | 6º   | Xelajú MC           | 33 | 12 | 11 | 10 | 31 | 31 | 0    | 35  | Hexagonal final                            |
|  | 7º   | Aurora              | 33 | 10 | 13 | 10 | 40 | 35 | +5   | 33  |                                            |
|  | 8º   | Juventud Retalteca  | 33 | 10 | 13 | 10 | 38 | 42 | -4   | 33  |                                            |
|  | 9°   | Chiquimulilla       | 33 | 8  | 12 | 13 | 28 | 38 | -10  | 28  |                                            |
|  | 10º  | Jalapa              | 33 | 10 | 7  | 16 | 34 | 45 | -11  | 27  |                                            |
|  | 11°  | Tipografía Nacional | 33 | 5  | 17 | 11 | 33 | 46 | -13  | 27  |                                            |
|  | 12°  | Izabal JC           | 33 | 9  | 8  | 16 | 33 | 46 | -13  | 26  | Descendido a la Primera División B 1990-91 |
|  |      |                     |    |    |    |    |    |    |      |     |                                            |

## Hexagonal final
|  | Pos. | Equipos        | PJ | PG | PE | PP | GF | GC | Dif. | PTS | Clasificación        |
|  | ---- | -------------- | -- | -- | -- | -- | -- | -- | ---- | --- | -------------------- |
|  | 1º   | Suchitepéquez  | 10 | 5  | 3  | 2  | 16 | 10 | +6   | 13  | Final del campeonato |
|  | 2º   | Municipal      | 10 | 4  | 4  | 2  | 16 | 12 | +4   | 12  |                      |
|  | 3º   | Galcasa        | 10 | 4  | 3  | 3  | 13 | 10 | +3   | 11  |                      |
|  | 4º   | Comunicaciones | 10 | 5  | 1  | 4  | 12 | 9  | +3   | 11  |                      |
|  | 5º   | Del Monte      | 10 | 3  | 1  | 6  | 11 | 17 | -6   | 7   |                      |
|  | 6º   | Xelajú MC      | 10 | 2  | 2  | 6  | 12 | 22 | -10  | 6   |                      |
|  |      |                |    |    |    |    |    |    |      |     |                      |

## Final
|  | Municipal | 1:0 | Suchitepéquez | Estadio Mateo Flores, Ciudad de Guatemala |  |

## Campeón
| Campeón Temporada 1989-90 |
| Municipal 13º Título      |
| ------------------------- |

## Torneos internacionales
|  | Pos. | Equipos        | PJ | PG | PE | PP | GF | GC | Dif. | PTS | Clasificación                                                                                             |
|  | ---- | -------------- | -- | -- | -- | -- | -- | -- | ---- | --- | --- |
|  | 1º   | Suchitepéquez  | 10 | 5  | 3  | 2  | 16 | 10 | +6   | 13  | Copa de Campeones de la Concacaf 1990 - Primera fase                                                      |
|  | 2º   | Municipal      | 10 | 4  | 4  | 2  | 16 | 12 | +4   | 12  | Copa de Campeones de la Concacaf 1990 - Primera fase Copa de Campeones de la Concacaf 1991 - Primera fase |
|  | 3º   | Galcasa        | 10 | 4  | 3  | 3  | 13 | 10 | +3   | 11  | |
|  | 4º   | Comunicaciones | 10 | 5  | 1  | 4  | 12 | 9  | +3   | 11  | |
|  | 5º   | Del Monte      | 10 | 3  | 1  | 6  | 11 | 17 | -6   | 7   | |
|  | 6º   | Xelajú MC      | 10 | 2  | 2  | 6  | 12 | 22 | -10  | 6   | |
|  |      |                |    |    |    |    |    |    |      |     | |